# Кольдиц, Лотар
Лотар Кольдиц (нем. Lothar Kolditz; 30 сентября 1929, Альбернау, Саксония — 7 мая 2025, Штайнфёрде, Бранденбург) — немецкий химик, издатель учебников по химии, профессор Берлинского университета.

## Биография
Родился в рабочей семье. После окончания школы с 1948-го по 1952 год изучал химию в Берлинском университете имени Гумбольдта. Там же защитил диссертацию. После хабилитации в 1957 году преподавал в высших технических школах Лойны-Мерзебурга и Йены. С 1962 года профессор Берлинского университета. С 1972-го действительный член Академии наук ГДР. С 1980 года директор Центрального института неорганической химии Академии наук ГДР.
Иностранный член АН СССР с 1988-го, иностранный член РАН с 1991 года.
В области химии занимался неорганическими галогенидами и соединениями фосфора, координационной химией, прикладными радиохимическими методами.
В 1972 году получил Национальную премию ГДР. В 1976-м награждён медалью Винклера Химического общества ГДР, а в 1984-м — орденом Заслуг перед Отечеством в золоте.
С 1981 года возглавлял Национальный фронт ГДР. С 1982 года был членом Государственного совета ГДР. С 1983-го по 1990 год — член президиума центрального правления Общества германо-советской дружбы. С 1986 по 1990 год являлся членом президентского совета Культурного союза ГДР. В тот же период был депутатом Народной палаты ГДР.
Член Лейбницкого научного общества. Проживал в Фюрстенберге.
Умер 7 мая 2025 года в возрасте 95 лет.